# Søren P. Larsen
Pour les articles homonymes, voir Søren Larsen et Larsen.
Søren Peter Larsen, né le 14 juillet 1888 à Hårslev (Danemark) et mort le 29 mai 1948 à Birkerød (Danemark), est un homme politique danois membre du parti Venstre, ancien ministre et ancien député au Parlement (le Folketing).